# Kumielsk
Kumielsk [ˈkumʲɛlsk] (tiếng Đức: Kumilsko, 1938-45: Morgen)  là một ngôi làng ở quận hành chính của Gmina Biała Piska, thuộc huyện Piski, Warmińsko-Mazurskie, ở miền bắc Ba Lan. Nó nằm khoảng 10 kilômét (6 mi)   về phía tây nam của Biała Piska, 15 km (9 mi) phía đông nam Pisz và 102 km (63 mi) về phía đông của thủ đô khu vực Olsztyn.
Trước năm 1945, khu vực này là một phần của Đức (Đông Phổ).
Ngôi làng có dân số 330 người.